# Hei Matau

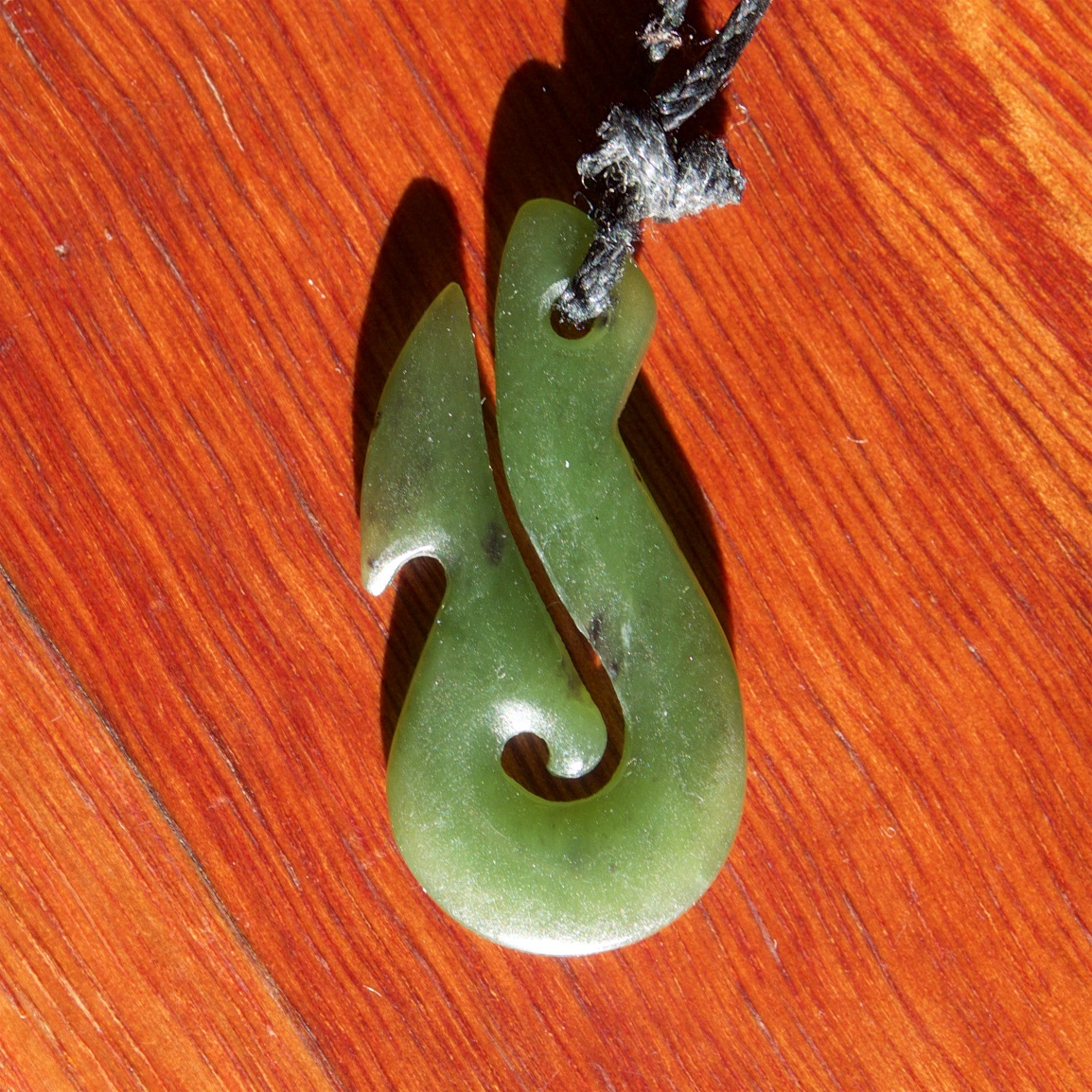
Un diseño típico de un Hei Matau māori

Un Hei Matau es un hueso o "greenstone" (nefrita), tallado en la forma de un anzuelo muy estilizado, propio del pueblo māori de Nueva Zelanda.
Representan fuerza, buena suerte y viaje seguro a través del agua.

## Significado
La forma de anzuelo del hei matau encuentra sus orígenes en una leyenda maorí que sostiene que la Isla Norte de Nueva Zelanda era un pez enorme que fue capturado por el gran marinero Maui utilizando sólo una línea tramada y un anzuelo hecho del maxilar de su abuela.
La leyenda sostiene que la forma de la Bahía Hawke es la del Hei Matau, el cual fue capturada en la playa del lado de los peces. El nombre maorí para la Isla del Norte, Te Ika a Maui ("El pez de Maui"), refleja esta leyenda.
Para el maorí, el Hei Matau es un Taonga. Representa no solamente su tierra, sino también prosperidad, fertilidad y pasaje seguro sobre el agua.
También denotan para los maoríes la importancia de la pesca, y su relación con el Dios del Mar Tangaroa.

## Materiales y métodos

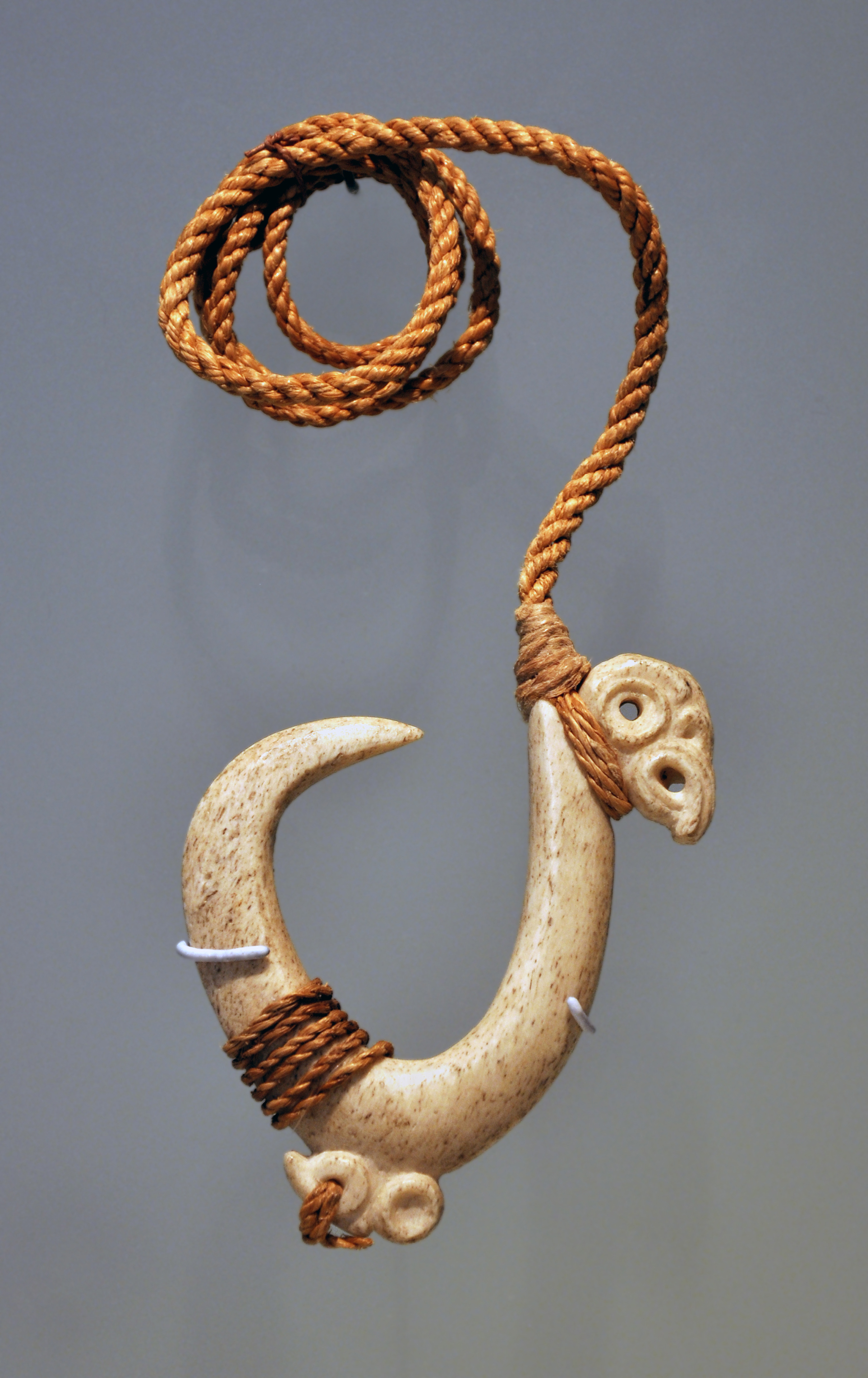
Hueso matau, un anzuelo circular funcional

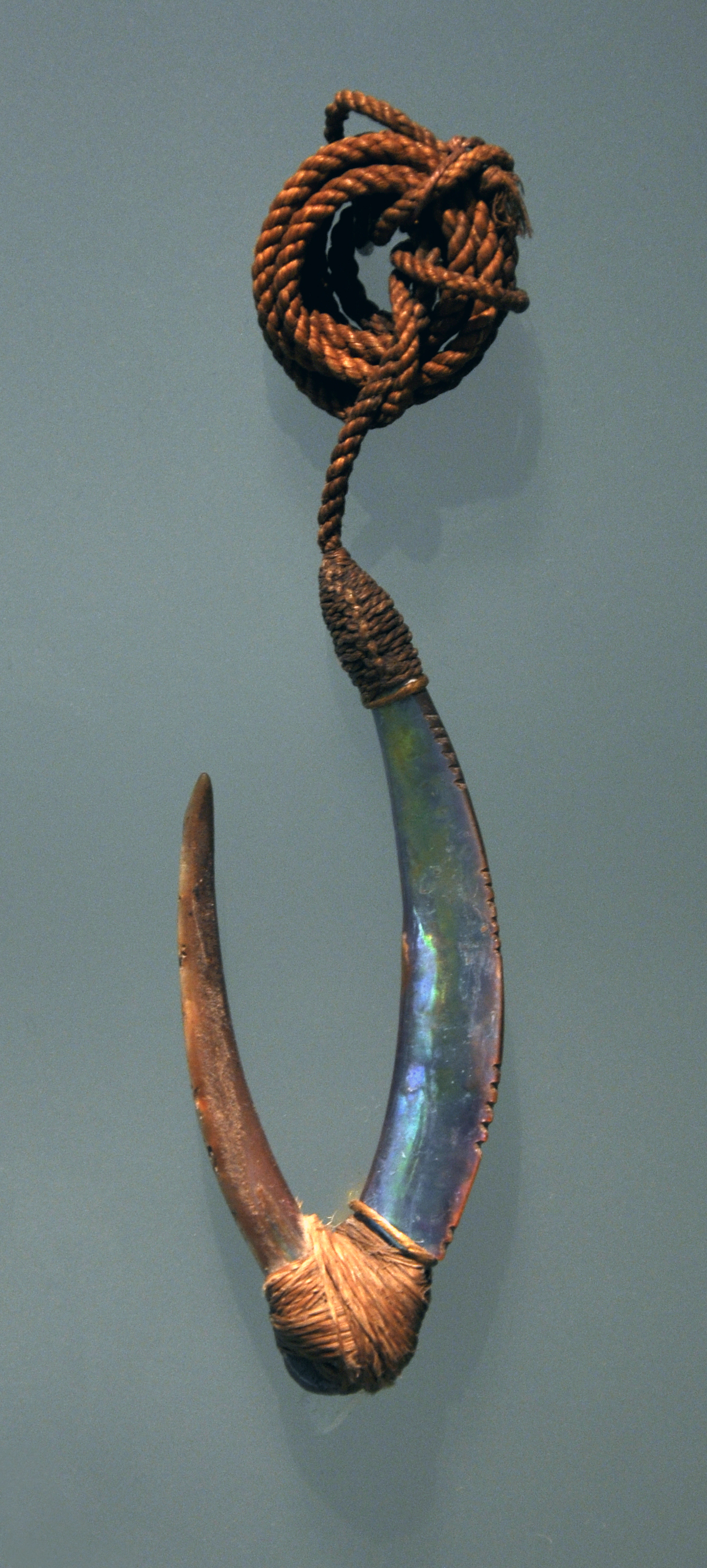
Matau hecho de madera y concha de abulón, el cual con su parte iridiscente forma un señuelo integrado

Tradicionalmente, los Matau (anzuelos), eran tallados en hueso, marfil, concha marina, madera, o "Pounamu" (nombre maorí del grupo de piedras nefrita, bowenita y serpentinita); y además también eran comunes los anzuelos compuestos, los cuales había en muy variadas formas.
Hay múltiples formas de Matau aparentemente funcionales, pero en algunos de ellos tales funciones aún no son conocidas. Algunos eran sencillos y utilitarios; otros altamente ornamentales. Eran usados como pendientes para la protección, y usualmente eran atesoradas reliquias familiares.
Hoy en día su uso principal es ornamental y son generalmente utilizados como collares no solo por maoríes, sino también por neozelandeses, que se identifican con el Hei Matau como símbolo de Nueva Zelanda. Son también elementos populares en el mercado turístico. Muchos pendientes modernos no son anzuelos funcionales.
En tiempos contemporáneos, el Hei Matau es generalmente tallado en hueso de ganado. Algunos talladores maoríes continúan utilizando hueso de ballena y esas piezas son altamente valoradas, no sólo debido a la belleza del hueso de ballena y su importancia cultural e histórica, sino también por su escasez. Las leyes actuales contra la caza de ballenas, hacen que los talladores en hueso Maoríes, que decidan tallar en hueso de ballena, deban utilizar una combinación de piezas antiguas o suministros preexistentes, o sino huesos de ballenas que recientemente han muerto encalladas en las playas. Según la tradición y la ley de Nueva Zelanda, los Maoríes tienen el derecho a ser los primeros en el reclamo de parte de los esqueletos de cualquier ballena que haya varado y no pueda ser reflotada de vuelta al mar. Esto es, sin embargo, un suministro muy limitado.

### Producción en masa

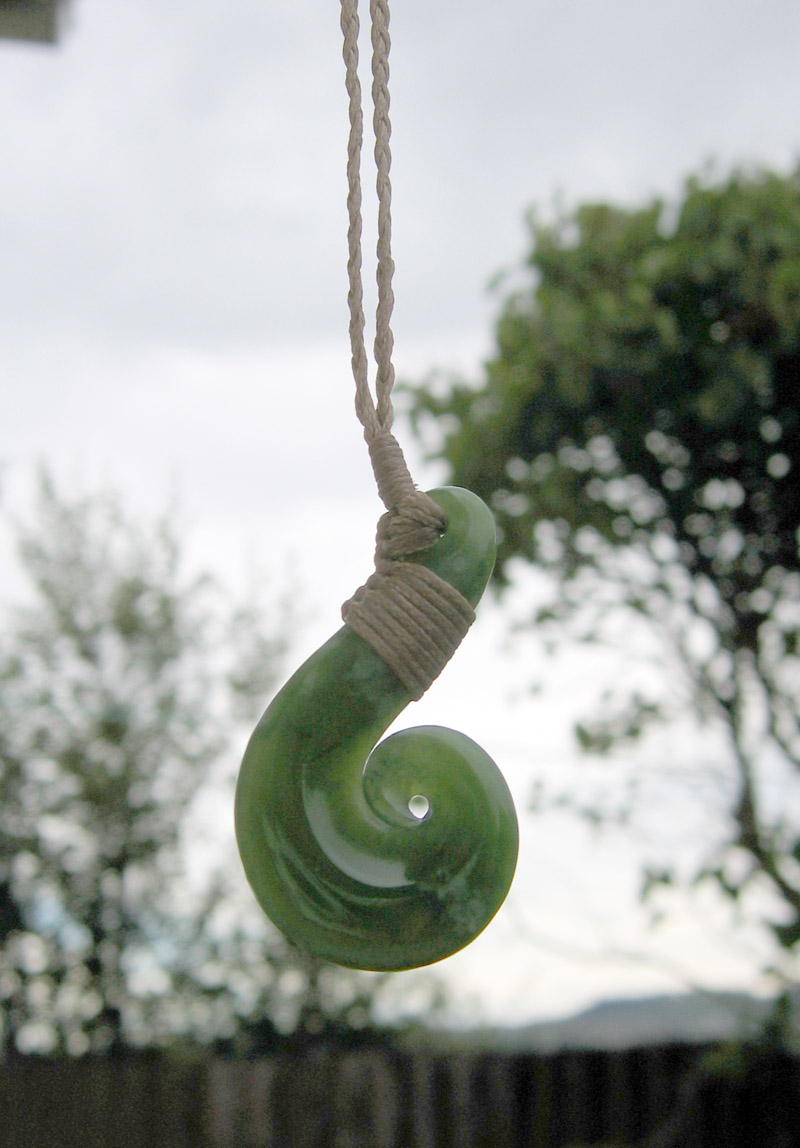
Hei Matau moderno, hecho de Pounamu

Los fabricantes en China producen en masa artículos parecidos al Hei Matau para la venta en el mercado turístico de Nueva Zelanda. Estos son normalmente hechos de una pasta de hueso y resina. Tales fabricantes han recibido críticas por su apropiación de los diseños maoríes.